# Villa Herminghaus

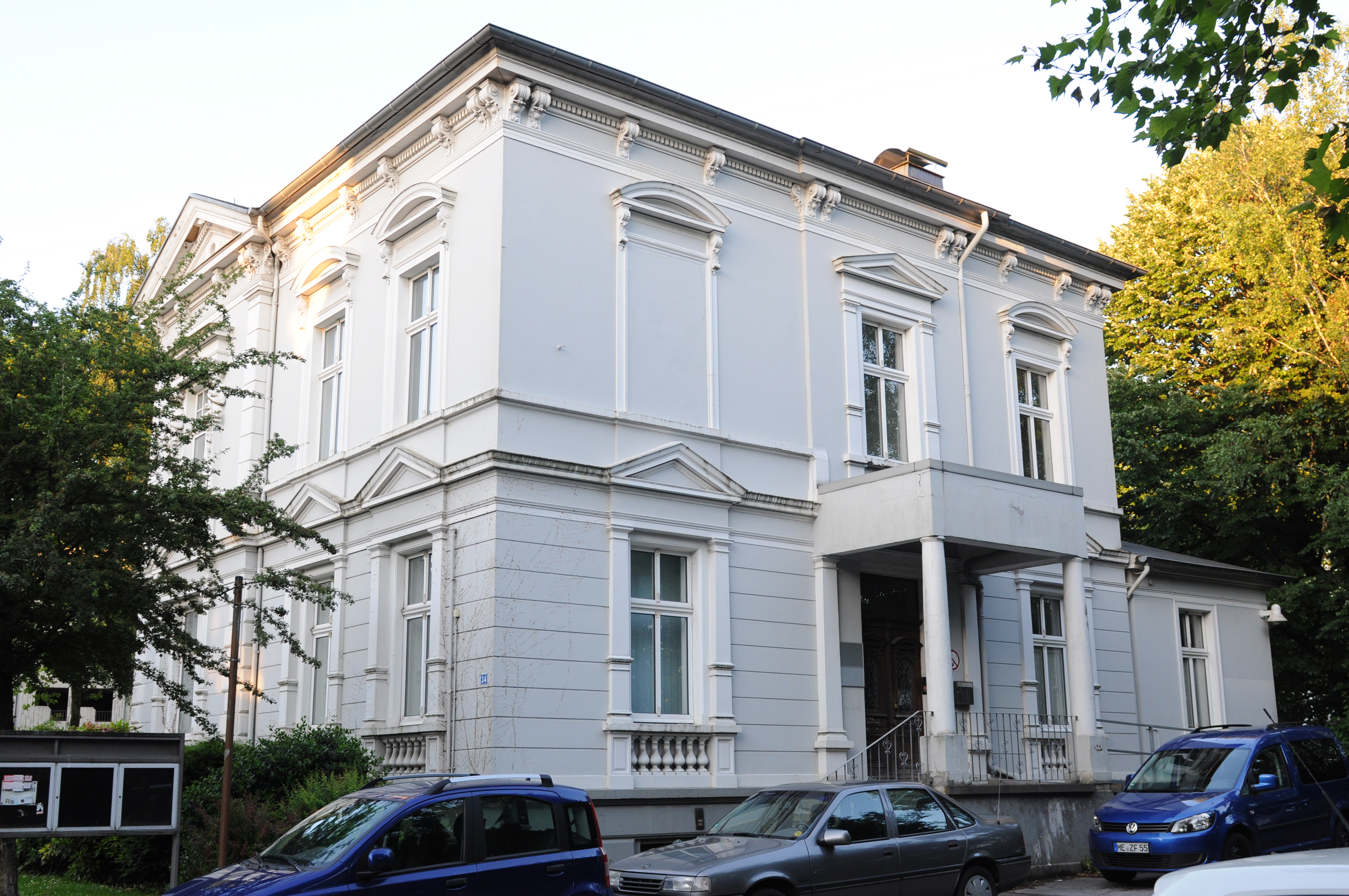
Villa Herminghaus Velbert

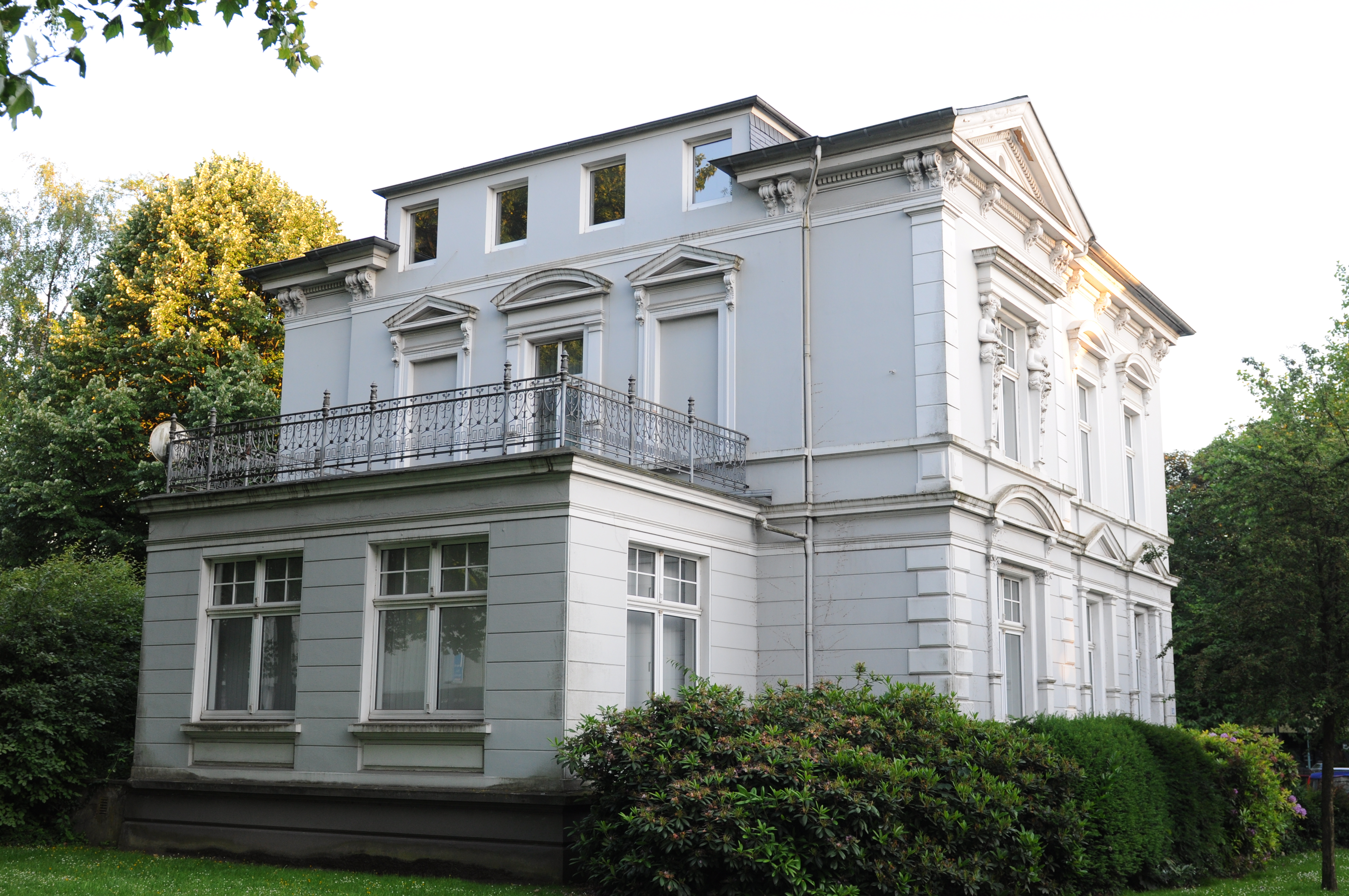
Villa Herminghaus Velbert

Die Villa Herminghaus, teilweise auch Herminghaus-Villa, ist eine 1885 erbaute Unternehmer-Villa in Velbert-Mitte, Kolpingstraße 34. Seit 2020 beherbergt sie das Deutsche Schloss und Beschlägemuseum.

## Lage
Die Villa befindet sich an der Kolpingstraße, die zur Zeit der Erbauung wegen der angrenzenden St.-Marien-Kirche noch Kirchstraße hieß, und grenzt im Norden am Rande der Innenstadt an die Kreuzung Kolpingstraße und Oststraße. Durch einen südlichen Anbau ist die Villa an den Neubau des Deutschen Schloss- und Beschlägemuseums angebunden.

## Geschichte
Für das im Stil der Neorenaissance gebaute Gebäude stellte der Gießereibesitzer Carl Tiefenthal senior im Jahr 1885 den Bauantrag. Die Villa blieb bis 1913 im Besitz der Familie Tiefenthal und ging anschließend in den Besitz der Familie Emil Herminghaus über. Seitdem trägt das Gebäude seinen heutigen Namen. Herminghaus war ein Unternehmer, dessen Schlossfabrik mit Eisengießerei bis auf einen kleinen Garten an das Wohnhaus grenzte. Nach der Enteignung und dem Wegzug des Unternehmers Herminghaus stand das Haus samt der Fabrikruine bis Anfang der 1970er Jahre leer und ging dann in den Besitz der Stadt Velbert über. Nach einer umfassenden Renovierung Anfang der 1980er Jahre dient das Gebäude seitdem verschiedenen Abteilungen der Stadtverwaltung, darunter dem städtischen Kulturamt. Auf Antrag des Rheinischen Amtes für Denkmalpflege stellte die Stadt Velbert die Villa Herminghaus 2001 unter Denkmalschutz. Bedeutend sind die immer noch zu großen Teilen erhaltene Innenausstattung der Villa und die zweiflügelige Eingangstür.
Ende 2009 wurde bekannt, dass das an den Europaplatz angrenzende und seit mehreren Jahren leer stehende Marktzentrum einem großen Einkaufszentrum weichen sollte. Für dieses Projekt hätten der Europaplatz bebaut und die Villa Herminghaus abgerissen werden müssen. Anfang 2010 wurde eine Bürgerinitiative gegründet, die sich gegen den Abriss der Villa aussprach. Im Februar 2010 wurde der Antrag der Stadt Velbert auf Aufhebung des Denkmalschutzes und Abriss der Villa vom LVR-Amt für Denkmalpflege im Rheinland abgelehnt. Die Bürgerinitiative hatte in den Wochen davor bereits Unterschriften zum Erhalt der Villa gesammelt, um notfalls einen Bürgerentscheid herbeizuführen. Da das Einkaufszentrum trotzdem bis 2014 realisiert werden sollte, wurde nun geplant, die Villa Herminghaus grundlegend zu sanieren und in das Einkaufszentrum zu integrieren. Nachdem sich der Investor 2013 zurückgezogen hatte, wurden die Pläne vorerst nicht umgesetzt.
Im Jahr 2014 begannen Planungen für die Stadtgalerie genannte Neuauflage, deren Baubeginn im September 2017 war. Die Villa Herminghaus wurde im Zuge der Bauarbeiten in die im Mai 2019 eröffnete Stadtgalerie integriert. Das bislang im Forum Velbert beheimatete Deutsche Schloss- und Beschlägemuseum zog im Sommer 2020 in die Villa Herminghaus und einen Teil der neuen Stadtgalerie um. Das Obergeschoss der Villa wird für Büros der Museumsmitarbeiter genutzt, während das Erdgeschoss für Besucher zugänglich ist. Es steht für Sonderausstellungen zur Verfügung und beherbergt auch einen Museumspädagogikraum.